# Martin Haller (Politiker)

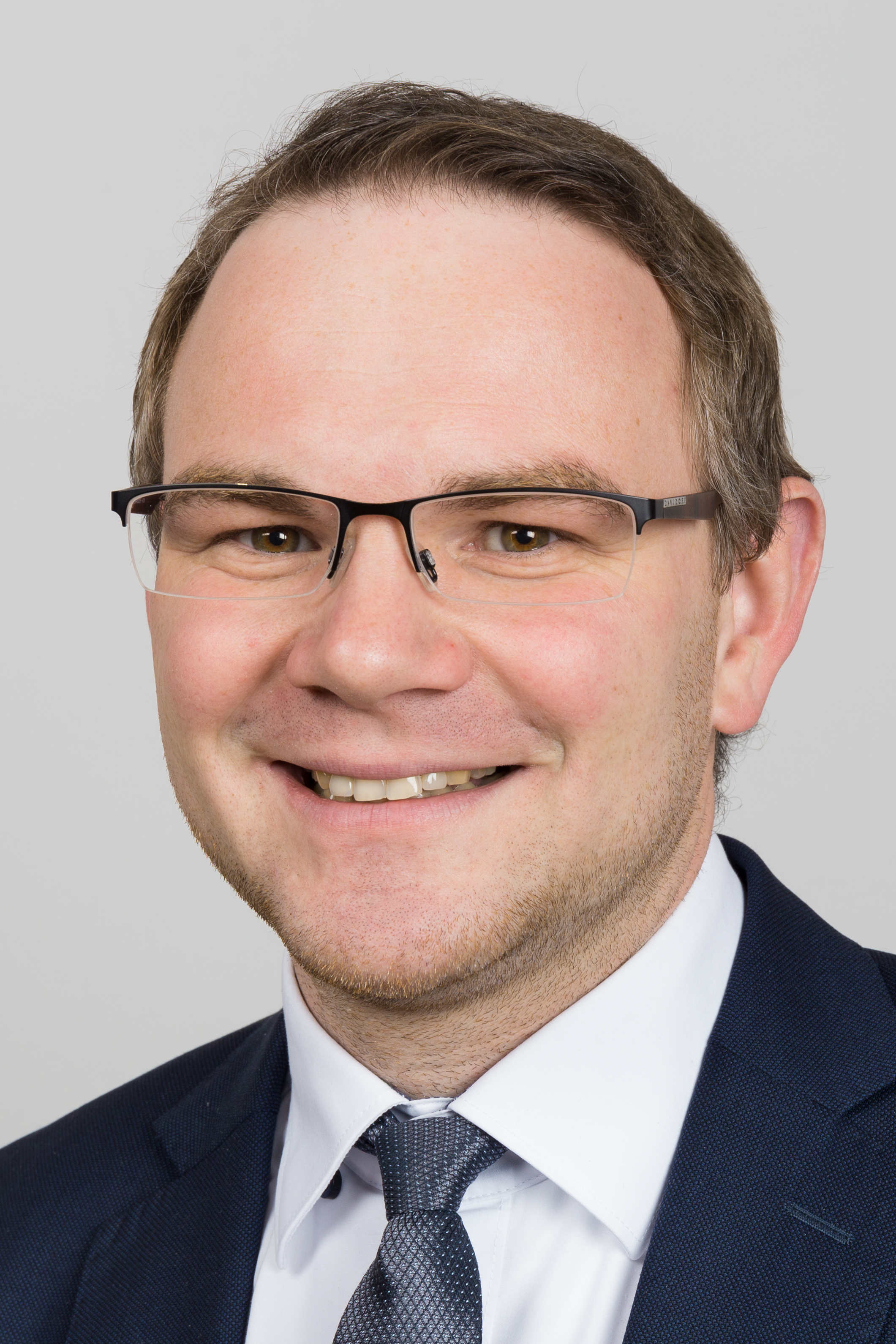
Martin Haller, 2016

Martin Haller (* 2. September 1983 in Kusel) ist ein deutscher Politiker (SPD).
Haller absolvierte 2003 das Abitur am Albert-Einstein-Gymnasium in Frankenthal. Anschließend studierte er von 2003 bis 2007 evangelische Theologie. 2008 begann er ein Studium der Politik- und Verwaltungswissenschaft an der Fernuniversität in Hagen, das er 2014 mit dem Bachelor abschloss.
1999 trat Haller der SPD bei. 2004 wurde er in den Gemeinderat von Lambsheim gewählt. 2009 wurde er in den Kreistag des Rhein-Pfalz-Kreises gewählt, wo er von 2014 bis 2016 ehrenamtlicher Erster Kreisbeigeordneter mit den Geschäftsbereichen Soziales, Jugend und Eingliederungshilfen war. Seit 2014 ist er Mitglied im Verbandsgemeinderat Lambsheim-Heßheim.
Kurz nach der Landtagswahl in Rheinland-Pfalz 2006 rückte er für die zurückgetretene Antje Felizia Weiser als Abgeordneter in den rheinland-pfälzischen Landtag nach. Dort ist er Mitglied im Ältestenrat, im Ausschuss für Medien, Digitale Infrastruktur und Netzpolitik, im Haushalts- und Finanzausschuss im Wahlprüfungsausschuss und im Zwischenausschuss. 2009 wurde er Obmann der SPD-Fraktion in der Enquetekommission „Verantwortung in der medialen Welt“, 2011 für die Enquete-Kommission „Bürgerbeteiligung“. Seit Mai 2016 ist er Parlamentarischer Geschäftsführer der SPD-Landtagsfraktion.